# Contea di Douglas (Dakota del Sud)
La contea di Douglas ( in inglese Douglas County ) è una contea dello Stato del Dakota del Sud, negli Stati Uniti. La popolazione al censimento del 2000 era di 3 458 abitanti. Il capoluogo di contea è Armour.